# پسو آلکن
پُسو آلکُن (به اسپانیایی: Pozo Alcón) یکی از دهستان‌های استان خائن در کشور اسپانیا است. این شهر با مساحت ۱۳۹ کیلومتر مربع، ۵۴۳۷ تن جمعیت دارد.